# Blasco Núñez Vela
Blasco Núñez Vela (c. 1490-1546) foi o primeiro vice-rei do Peru (1544-1546), impopular pela aplicação das Leis Novas, promulgadas pelo imperador Carlos V em 1542.
Homem violento e intolerante, logo ganhou a antipatia da população. Combateu Gonzalo Pizarro na batalha de Añaquito, onde foi derrotado e decapitado.